# Neotrichus acanthacollis
Neotrichus acanthacollis is een keversoort uit de familie somberkevers (Zopheridae). De wetenschappelijke naam van de soort werd in 1937 gepubliceerd door Carter & Zeck.